# 挽坑縣
挽坑縣或挽奇县是泰國首都曼谷轄下的50個區之一。挽坑縣總面積44.456平方公里。根據泰國官方於2017年所作的人口調查數據顯示，挽坑縣的總人口數量為193002人。
挽坑縣的名字意思是“大花田菁之鄉”；據推測，過去該縣有大量這種植物。